# Créole de l'Isle de France
Le créole de l'Isle de France ou créole IdeF est le tronc commun historique des créoles français parlés à Maurice, aux Seychelles, à Rodrigues, aux Chagos et à Agaléga.
Ce créole est issu du créole bourbonnais, né à l'Île Bourbon aujourd'hui Île de La Réunion, qui a essaimé d'abord à l'Île Maurice, où il va subir de nombreuses mutations, puis vers Rodrigues, Les Seychelles, l'Archipel des Chagos et Agaléga.
Du fait de l'insularité de ces territoires, ces créoles se sont ensuite différenciés. D'autre part, les changements dans l'administration de ces îles (Maurice, Seychelles et Rodrigues sont passés sous la coupe anglaise en 1810) et des influences diverses dues aux migrations de population d'origine similaire mais différentes ont accentué ces différences. Il devient difficile pour chaque population de se comprendre parfaitement.